# Dasyhelea bermudae
Dasyhelea bermudae is een muggensoort uit de familie van de knutten (Ceratopogonidae). De wetenschappelijke naam van de soort is voor het eerst geldig gepubliceerd in 1957 door Wirth and Williams.